# Cyklon Nargis
Nargis – wielki cyklon, który na początku maja 2008 roku nawiedził Mjanmę.
Cyklon uformował się 27 kwietnia 2008 roku nad Zatoką Bengalską. Nad Mjanmą prędkość wiatru osiągała 190-240 km/h. W wyniku niszczycielskiego żywiołu zginęło ponad 138 tys. osób. W najbardziej dotkniętym przez żywioł mieście Bogalay zginęło około 15 tys. osób. 
20 maja 2008 junta wojskowa ogłosiła trzydniową żałobę narodową by uczcić pamięć ofiar cyklonu. Przejście cyklonu nie wpłynęło jednak na zmianę terminu przeprowadzenia referendum konstytucyjnego na części obszarów.